# Jan Rohls
Jan Rohls (* 17. Dezember 1949 in Gronau (Westf.)) ist ein deutscher Theologe und emeritierter Hochschullehrer.

## Leben
Rohls besuchte das Werner-von-Siemens-Gymnasium in Gronau. Nach dem Abitur studierte er von 1968 bis 1973 evangelische Theologie und Philosophie an der Kirchlichen Hochschule Bethel, der Ruprecht-Karls-Universität Heidelberg, der Ludwig-Maximilians-Universität München (LMU) und der University of Oxford. Nach der 1. Kirchlichen Dienstprüfung in Leer (1974) war er wissenschaftlicher Assistent bei Wolfhart Pannenberg. Seit 1977 Vikar der evangelisch-reformierten Gemeinde München, promovierte er 1978 an der LMU bei Wolfhart Pannenberg zum Dr. theol. Im selben Jahr wurde er in Heidelberg Philosophischer Magister.
Nach der 2. Kirchlichen Dienstprüfung ging er 1978 als Habilitationsstipendiat der Deutschen Forschungsgemeinschaft für zwei Jahre nach Löwen, Paris, Toronto und Rom.
1980 wurde er in der reformierten Gemeinde in Herbishofen als Pfarrer ordiniert. Als Pfarrer in München habilitierte er sich 1982 im Fach Systematische Theologie. Nach sechs Jahren als Privatdozent erhielt er 1988 eine C2-Professur. Nachdem er die Lehrstühle von Eberhard Jüngel (Tübingen) und Pannenberg (München) vertreten hatte, ernannte ihn die LMU 1992 zum C3-Professur für Systematische Theologie mit besonderer Berücksichtigung der Philosophie.
Von 1995 bis 1997 hielt er einen Lehrauftrag an der Universität Zürich. Seit 1998 sitzt er im Beirat der Johannes a Lasco Bibliothek in Emden. An der LMU war er von 1999 bis 2003 Dekan der Evangelisch-Theologischen Fakultät.
2004 war Rohls Mitherausgeber der zweibändigen Reihe Münchner Theologische Forschungen.
Mit seiner Frau Christina Hoegen-Rohls hat er einen Sohn.

## Werke (Auswahl)
- Wilhelm von Auvergne und der mittelalterliche Aristotelismus. München 1980.
- Theologie reformierter Bekenntnisschriften. Göttingen 1988.
- Theologie und Metaphysik. Der ontologische Gottesbeweis und seine Kritiker. Gütersloh 1988.
- K. Stumpf, Des Theologen Faust. Ein neuzeitliches Historienspiel. Tübingen 1989.
- „... dies lehre und erkläre ich!“ Briefe von 41 berühmten Theologen aus dem wiedergefundenen Geheimarchiv des Klosters Zienhausen, der Öffentlichkeit erstmals bekannt gemacht. Gütersloh 1993.
- Protestantische Theologie der Neuzeit. Bände I u. II, Tübingen 1997.
- Zwischen Bildersturm und Kapitalismus. Der Beitrag des reformierten Protestantismus zur Kulturgeschichte Europas. Tübingen 1999.
- Geschichte der Ethik. 2. völlig überarbeitete Auflage, Tübingen 1999.
- Philosophie und Theologie in Geschichte und Gegenwart. Tübingen 2002.
- Schleiermacher und die wissenschaftliche Kultur des Christentums. Berlin 2009 (Digitalisat).
- Offenbarung, Vernunft und Religion (= Ideengeschichte Des Christentums. Bd. 1). Mohr Siebeck, Tübingen 2012, ISBN 978-3-16-151012-0.
- Schrift, Tradition und Bekenntnis (= Ideengeschichte Des Christentums. Bd. 2). Mohr Siebeck, Tübingen 2013, ISBN 978-3-16-151014-4.
- Gott, Trinität und Geist (= Ideengeschichte Des Christentums. Bd. 3). 2 Teilbände. Mohr Siebeck, Tübingen 2014, ISBN 978-3-16-152789-0.